# غبار کوردولوفسکی

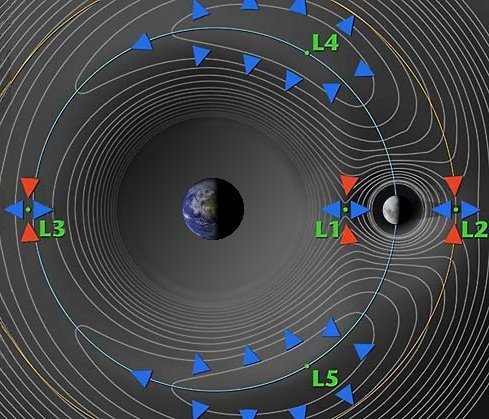
نقاط لاگرانژی ماه و زمین

غبار کوردولوفسکی (انگلیسی: Kordylewski cloud) غبار کیهانی بسیار عظیمی است که در مناطق ال-۴ و ال-۵ نقاط لاگرانژی زمین و ماه قرار دارد. ثبات در این منطقه به دلیل تاثیر همگرایی گرانشی منظومه خورشیدی بسیار پیچیده است. این غبار نخستین مرتبه توسط اخترشناس لهستانی کاژیمی‌یر کوردلوفسکی در دهه ۱۹۶۰ گزارش شد و وجود چنین غباری، در اکتبر سال ۲۰۱۸ میلادی تأیید شد. کوردولوفسکی از طریق فتومتری در سال ۱۹۵۱ به دنبال غلظت قابل‌توجهی از گردوغبار در نقاط لاگرانژی بود. پس از مدتی وی بنا به توصیه یوزف ویتوفسکی، روش کاوش را تغییر داد. ابرها و غبارها نخستین مرتبه توسط وی در سال ۱۹۵۶ مشاهده شدند. بین ۶ مارس تا ۷ آوریل ۱۹۶۱، او موفق شد از دو لکه روشن در نزدیکی نقاط لاگرانژی L5 تصویربرداری نماید. در طول مدت زمانی که وی ناظر این پدیده بود، به نظر نمی‌رسید که از نقطه L5 در حال حرکت باشند.
در اکتبر سال ۲۰۱۸ طبق گزارشی وجود ابرهای کوردولوفسکی مورد تأیید قرار گرفت. پیش تر از این نیز در سال ۱۹۹۲ کاوشگر فضایی ژاپنی هیتن که برای تحقیق دربارهٔ ذرات گردوغبار حبس‌شده از نقاط لاگرانژی عبور کرد، افزایش آشکاری در سطح گرد و غبار فضای اطراف نیافت. در قیاس با درخشش و روشنایی پادتاب، ابرهای کوردولوفسکی پدیدهٔ بسیار ضعیف تری است.مشاهده و رویت آنها از زمین بسیار دشوار است با این وجود، ممکن است در آسمان شب و نقاط کاملاً تاریک و صاف، برای چشم‌های غیر مسلح نیز قابل مشاهده باشند. بیشتر مشاهدات ادعا شده در بیابان‌ها، دریا یا کوه‌ها گزارش‌شده‌است که به دور از آلودگی روشنایی و بصری شهرها و سکونتگاه‌های انسانی هستند. ابرها تا حدودی قرمزتر از پادتاب به نظر می‌رسند که همین موضوع می‌تواند بیانگر این مطلب باشد که ساختار آنها از نوع ذرات دیگری است.